# Don Gil de las calzas verdes

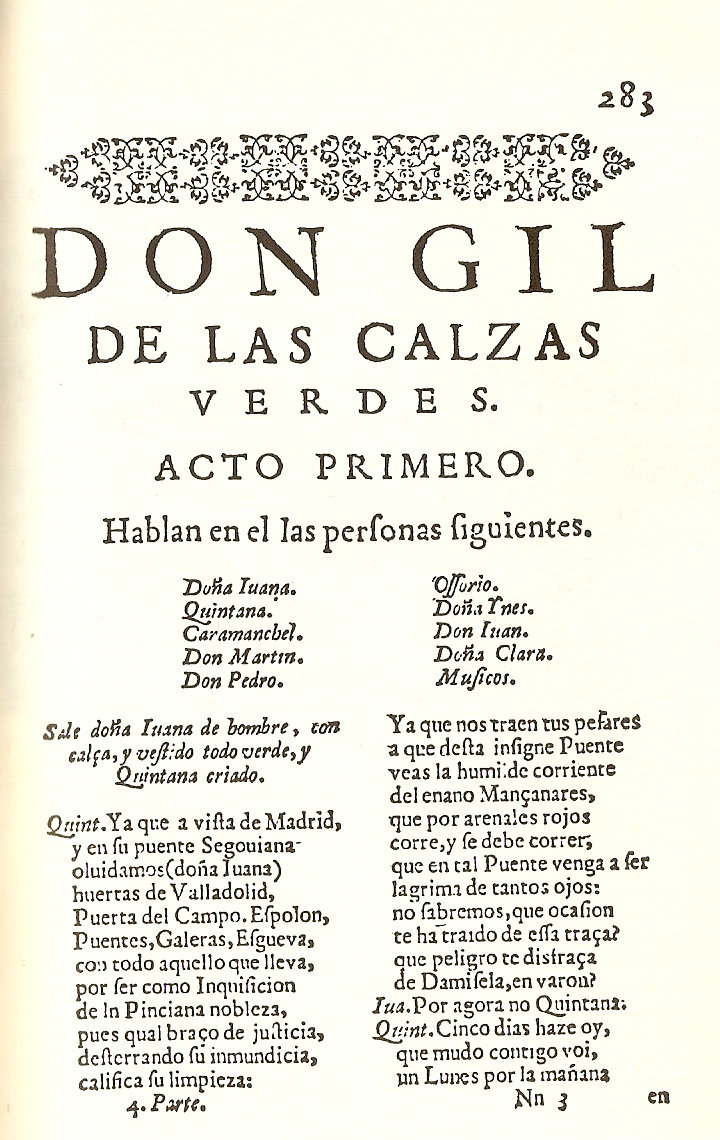
Don Gil de las calzas verdes, Ausgabe 1635

Don Gil de las calzas verdes (deutscher Titel: Don Gil von den grünen Hosen) ist eine spanische Verwechslungskomödie, geschrieben um 1615 von Tirso de Molina, erschienen 1635.

## Inhalt kurz
Doña Juana reist ihrem Geliebten von Valladolid nach Madrid nach, wo er eine andere freien will. Juana führt von da an ein Doppelleben, indem sie bald als Frau, bald als Mann in grünen Hosen zu sehen ist. Sie treibt das Verwirrspiel so weit, bis das Maß voll ist. Erst dann zeigt sie Erbarmen und klärt alle Irrtümer und Täuschungsmanöver auf. Zu guter Letzt wollen drei glückliche Paare Hochzeit halten.

## Inhalt lang
Doña Juana ist in grüner Männertracht und in Begleitung ihres Dieners Lombardo auf dem Weg nach Madrid. Währenddessen erzählt sie ihm von ihrem treulosen Geliebten Don Martín, mit welchem sie verlobt ist. Sein Vater möchte Don Martín aber mit der Tochter des äußerst wohlhabenden Don Pedro aus Madrid verheiraten. Ihr Name ist Ines. Martín, an das Heiratsversprechen gebunden, beschließt als Don Gil nach Madrid zu gehen und Ines zu heiraten. Doña Juana hat von dem Plan erfahren und möchte sich an ihm rächen.
Nahe Madrid verlässt sie Lombardo, welcher in Bereitschaft für sie erreichbar bleibt, und sucht sich einen zusätzlichen Diener. Sie trifft auf den sehr windigen herrenlosen Diener Tristan.
Don Pedro, der Vater der Doña Ines, veranlasst zwischen Ines und Martín ein erstes Treffen im Park. Dies erfährt Juana rechtzeitig. Sie eilt zum Park, ehe ihr treuloser Geliebter dort erscheint. Als junger Kavalier macht sie Ines, die sich in Begleitung von Don Mendo und ihrer Freundin Doña Clara befindet, den Hof und gibt sich als der erwartete Don Gil aus. Der Streich gelingt. Ines ist entzückt von ihr und verliebt sich heftig in den vermeintlich zarten Jüngling. Don Mendo, welcher Ines heiraten möchte, fällt in Eifersucht und will Don Gil töten.
Als Don Pedro und Don Martín ankommen, tritt die erwünschte Verwirrung ein. Ines ist von dem neuen Don Gil wenig erbaut und spricht nur von dem Don Gil mit den grünen Hosen.
Um ganz sicherzugehen und Martín nicht auf die Spur kommen zu lassen, wer sein Doppelgänger ist, lässt Juana durch Lombardo vermelden, dass Juana Valladolid verlassen, sich in ein Kloster begeben habe und dort ein Kind von ihm erwarte. Juana treibt das Spiel weiter. Nun erscheint sie auch noch in Frauentracht als Doña Elvira, welche einem treulosen Geliebten nachreist. Ines erzählt sie, dass eben jener Treulose Don Gil ist, der sich um Ines’ Hand bewirbt. Don Martín und Tristan erscheint Don Gil bald als unheimlicher Geist. Don Martín hält ihn für sein Gewissen, den rächenden Geist der inzwischen vermeintlich gestorbenen Juana.
Auch Doña Clara hat sich nun in Don Gil mit den grünen Hosen verliebt. Es entsteht vor dem Haus der Ines ein Wahnsinns-Durcheinander, in dem letztendlich vier Don Gils (Don Mendo, Don Martín, Doña Clara und Doña Juana), teils aus Liebe, teils aus Eifersucht auftauchen. Es kommt zu Streitigkeiten der verschiedenen Gils unter sich, Verhaftungen und Verleumdungen, bis sich alles aufklärt und alle Paare der Anfangskonstellation wieder glücklich zusammenkommen.

## Aufführungen
Die Komödie Tirso de Molinas, ein Stück aus dem Goldenen Zeitalter der spanischen Literatur, mit seinen Paraderollen für Schauspieler, steht auch heute noch gelegentlich auf den Spielplänen deutscher Bühne.
1947 spielte das Theater am Schiffbauerdamm in Berlin das Stück in einer Inszenierung von Rochus Gliese.
1962 produzierte das Hamburger Schauspielhaus das Stück unter der Regie von Gustaf Gründgens. Die Inszenierung wurde dann 1964 unter der Regie von Hermann Wenninger als Aufzeichnung vom ZDF gesendet. Die Hauptrollen spielten Uwe Friedrichsen, Joseph Offenbach, Charles Brauer sowie Ella Büchi, Joana Maria Gorvin und Erni Mangold. 1963 inszenierte Boleslaw Barlog das Stück am Berliner Schlosspark Theater mit Uta Sax, Luitgard Im und Karin Remsing in den weiblichen Hauptrollen. 1969 zeigte das Wiener Burgtheater eines Inszenierung des Stücks durch Franz Reichert und mit der Bühnenmusik von Paul Angerer auf den Bregenzer Festspielen. Die weiblichen Hauptrollen spielten Sonja Sutter, Helma Gautier und Sylvia Lukan. „Don Gil von den grünen Hosen“ war Einar Schleefs erste Arbeit als Bühnen- und Kostümbildner in der Inszenierung des Stücks 1972 durch Brigitte Soubeyran an der Volksbühne am Rosa-Luxemburg-Platz in Berlin.
2008 stand das Stück auf dem Spielplan der Theaterruine St. Pauli in Dresden, 2013 auf dem des Münchner Sommertheaters. Im Jahr 2025 wird das Stück vom Theater Rudolstadt unter der Regie von Peter Dehler im Rahmen des Sommertheaters auf Schloss Heidecksburg gezeigt.

## Verfilmungen
Das Stück wurde 1927 unter dem Titel Doña Juana von Paul Czinner mit Elisabeth Bergner in der Titelrolle als Stummfilm verfilmt. 1963 produzierte das Studio Hamburg den Fernsehfilm Don Gil von den grünen Hosen mit Joseph Offenbach und Uwe Friedrichsen. 1969 sendete das Fernsehen der DDR ein Fernsehfassung des Stücks in einer Übersetzung und Bearbeitung von Fritz Rudolf Fries, Regie Jürgen Sehmisch, die weiblichen Hauptrollen spielten Annekathrin Bürger, Sigrid Göhler und Helga Piur.

## Oper und Musical
1922 wurde im Theater in Freiburg im Breisgau die komischen Oper „Don Gil mit den grünen Hosen“ des Schweizer Komponisten Carl Futterer uraufgeführt. Die Schweizer Erstaufführung fand 1925 am Stadttheater Basel statt.
Eine gleichnamige Oper auf der Grundlage der Komödie komponierte Walter Braunfels in den Jahren 1921 bis 1923. Die Oper wurde 1924 in München unter der Leitung von Hans Knappertsbusch uraufgeführt.
Basierend auf der Vorlage des Stückes veröffentlichten die deutschen Komponisten Gerd Natschinski und Jürgen Degenhardt 1988 unter dem Titel Caballero ein Musical.

## Deutsche Textausgaben
- Don Gil von den grünen Hosen. Reclam, Stuttgart 1966. (Universal-Bibliothek Nr. 8722.)
- Don Gil von den grünen Hosen. Deutsch von H.C. Artmann. Bühnenfassung Herbert Wochinz. Wien, Universal Edition Schauspiel, 1972.